# Iván García Cortina
Iván García Cortina (født 20. november 1995 i Gijón) er en professionel cykelrytter fra Spanien, der er på kontrakt hos Movistar Team.

## Karriere
I august 2020 skrev Cortina kontrakt med Movistar Team fra 2021, der var gældende til og med 2023-sæsonen. På det tidspunkt blev han omtalt som Spaniens bedste klassiker-håb for fremtiden.